# Bahrain Football Association
De Bahrain Football Association (afkorting: BAF) is de Bahreinse voetbalbond en werd opgericht in 1957. De bond organiseert het Bahreins voetbalelftal en het professionele voetbal in Bahrein (onder andere het Premier League). De voorzitter is Shaikh Salman bin Ibrahim Al-Khalifa. De BAF is aangesloten bij de FIFA sinds 1966 en bij de AFC sinds 1969.